# شلومو كوهن
شلومو كوهين (بالعبرية: שלמה כהן) هو دبلوماسي وسياسي إسرائيلي وُلد في 15 يونيو 1941. يُعرف بمسيرته المهنية الطويلة في وزارة الخارجية الإسرائيلية، حيث شغل مناصب دبلوماسية مختلفة. ومن أبرز المناصب التي تولاها كانت منصب السفير الإسرائيلي في دول عديدة، منها مصر وتركيا.